# Амазонас
Амазо́нас (порт. Amazonas) — штат Бразилії, розташований у Північному регіоні. Це найбільший за площею (1,55 млн км²), але досить мало населений (3,9 млн, 14-тий за населенням) штат Бразилії. Межує із штатами Рорайма, Пара, Мату-Гросу, Рондонія й Акрі, крім того, з Венесуелою, Перу та Колумбією. Столиця та найбільше місто штату — Манаус. Штат названий за назвою річки Амазонки, що протікає по його території. Скорочена назва штату «AM». Більша частина території штату (98 %) вкрита вологим тропічним лісом, на території штату знаходиться найвища точка Бразилії — гора Піку-да-Небліна (2994 м).

## Географія
Територія штату становить значну частину Амазонської низовини та майже повністю покрита амазонським тропічним лісом, 98 % згідно з офіційними даними. Рельєф штату поділяється на три категорії:
- порт. igapos — постійно заболочена територія, тобто коріння рослин завжди затоплені;
- порт. varzeas — вище, ніж igapos, земля затоплюється лише під час сезонної повені, коли протягом дощового сезону річки виходять з берегів;
- низькі плато — піднесені території, що ніколи не затоплюються.

Ця дуже широка й різноманітна місцевість привертає до штату Амазонас велику кількість туристів.

## Економіка
Економіка Амазонас колись засновувалася тільки на видобутку солі, незначну роль мали збір натурального каучуку, рибальство, мисливство. Сьогодні розвивається деяка промисловість і сільське господарство: вирощуються маніок, помаранчі та інша сільськогосподарська продукція. Нещодавно уряд Бразилії почав докладати зусилля для розвитку промисловості, яка орієнтована на експорт товарів широкого споживання на розташовані рядом великі ринки країн басейну Амазонки, наприклад Венесуели. Вважається, що цей процес матиме велике економічне значення не тільки для північного регіону Бразилії, але і для всієї країни.
Транспорт у штаті малорозвинений. Залізниць немає, існують тільки короткі відрізки автодоріг. Основні шляхи сполучення — річка Амазонка та її притоки.

## Історія
Назва штату походить від назви річки Амазонка. Назва «Amazonias» була надана їй ще першими іспанськими дослідниками, які, за переказами, мали сутички з жінками — індіанськими воїнами, яких вони назвали на честь жінок-воїнів в грецькій міфології. Згідно з іншою, менш поширеною версією назва Амазонки походить від місцевого слова amassunu, яке означає «звуки води».
Територія сучасного штату Амазонас була під формальним іспанським контролем з 1494 року, коли за умовами Тордесільянського договору, який по суті ділив планету за винятком Європи між Іспанією і Португалією, території на захід від (приблизно) 46° 37 W переходили до Іспанії, а на схід — до Португалії. Більша частина Південної Америки (за винятком незначної частини східного узбережжя сучасної Бразилії) була віддана Іспанії.
Проте, під час об'єднання Іспанії та Португалії в 1580—1640 роках, португальці більш активно заселяли цю територію, заснувавши тут численні поселення. Після розділення країн Іспанія офіційно передала Португалії контроль над регіоном за умовами Мадридського договору 1750 року. Провінція Амазонас була офіційно утворена на цих територіях імператором Педру II в 1850 році.
Провінція процвітала протягом 1850-х років, під час піку виробництва й експорту каучуку. Проте, економічна вигода значною мірою засновувалася на використанні рабської праці, коли тисячі африканців та індіанців гинули від хвороб і тяжкої праці. Наприкінці 1890-х бразильська гумова монополія поволі зникла із заснуванням британських і голландських плантацій в Південно-східній Азії, які виробляли дешевший каучук, і на початку 20-го століття Амазонас впадає в економічну депресію. У середині 1950-х років федеральні програми допомоги ледве врятували штат від повного фінансового краху.